# Sinner (album Drowning Pool)
Sinner è il primo album in studio del gruppo musicale statunitense Drowning Pool, pubblicato il 5 giugno 2001 dalla Wind-up Records.

## Tracce
1. Sinner – 2:27
2. Bodies – 3:21
3. Tear Away – 4:14
4. All Over Me – 3:13
5. Reminded – 3:24
6. Pity – 2:52
7. Mute – 3:19
8. I Am – 3:49
9. Follow – 3:20
10. Told You So – 3:05
11. Sermon – 4:19

## Formazione
- Dave Williams - voce
- Mike Luce - batteria
- C.J. Pierce - chitarra
- Stevie Benton - basso

## Classifiche
| Classifica (2001) | Posizione |
| ----------------- | --------- |
| Stati Uniti       | 14        |
| Regno Unito       | 70        |